# Кадочник (Ярославская область)
Кадочник  — деревня Охотинского сельского поселения Мышкинского района Ярославской области.
Деревня стоит на правом, восточном берегу реки Юхоть, в её нижнем течении. Ниже её по течению реки на правом берегу стоят только три компактно расположенные деревни Дубровки, Могилицы и Борок. Деревня находится на левом южном берегу в устье небольшого ручья, впадающего в Юхоть. К северо-востоку от деревни, на расстоянии около 1 км проходит дорога, следующая по правому берегу Юхоти к районному центру Большое Село, около деревни Борок эта дорога выходит на федеральную трассу Р104. На восток от Кадочника, за дорогой на Большое Село находится южный край Шалимовского болота. Река Юхоть около деревни существенно расширена за счет вод Рыбинского водохранилища, между Кадочником и Дубровками на Юхоти имеется небольшой остров, поросший лесом. Выше Кадочника по течению на расстоянии 1 км стоит деревня Антеплево. Вокруг Кадочника и Антеплева имеется небольшое поле, за которым следует лес .
На 1 января 2007 года в деревне Кадочник числилось 26 постоянных жителей . Деревню обслуживает почтовое отделение, находящееся в селе Охотино..